# Norwood (Kentucky, Jefferson megye)
Norwood város az USA Kentucky államában, Jefferson megyében. Lakosainak száma 379 fő (2020. április 1.).

## Népesség
A település népességének változása:

| 2010 | 370 |
| 2020 | 379 |